# Phare de Paola
Le phare de Paola (en italien : Faro di Paola) est un phare actif situé sur Torre del Soffio dans la commune de Paola (Province de Cosenza), dans la région de Calabre en Italie. Il est géré par la Marina Militare.

## Histoire
La Tour du Souffle à Paola, est un donjon carré édifié dans la première moitié du XVIe siècle, sur le front de mer de Paola. Une lanterne y a été érigée en 1929.
Il est entièrement automatisé et alimenté par le réseau électrique. Il possède un Système d'identification automatique pour la navigation maritime (AIS).

## Description
Le phare  est une lanterne au-dessus d'une tour carrée de 17 m de haut. Le bâtiment est en pierre de taille et le dôme de la lanterne est gris métallique. Il émet, à une hauteur focale de 53 m, trois éclats blancs d'une seconde par période de 15 secondes. Sa portée est de 15 milles nautiques (environ 28 km) pour le feu principal et 11 milles nautiques (environ 20 km) pour le feu de veille.
Identifiant : ARLHS : ITA-111 ; EF-2688 - Amirauté : E1752 - NGA : 9680 .

## Caractéristiques dufeu maritime
Fréquence : 15 secondes (W-W-W)
- Lumière : 1 seconde
- Obscurité : 2 secondes
- Lumière : 1 seconde
- Obscurité : 2 secondes
- Lumière : 1 seconde
- Obscurité : 8 secondes

### Lien connexe
- Liste des phares de l'Italie